# Sirohi

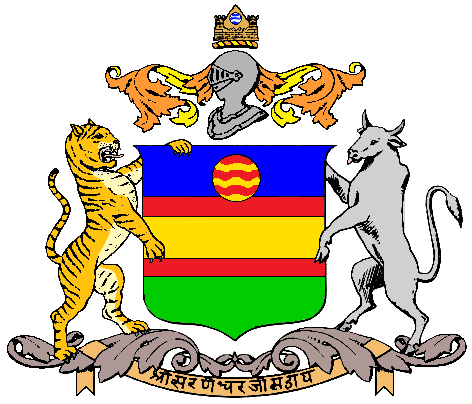
Escut

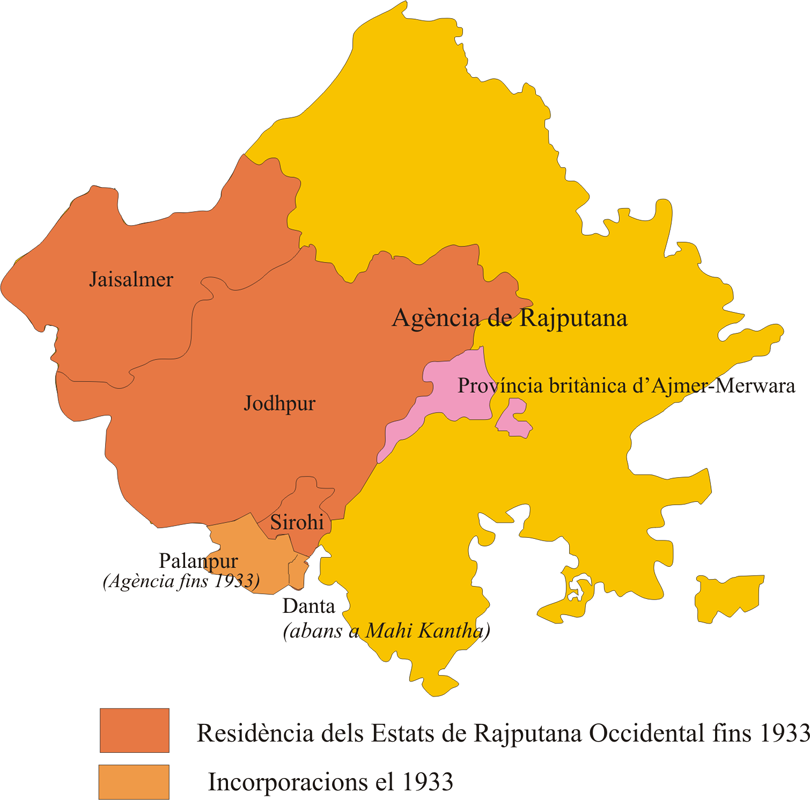
Residència dels Estats de Rajputana Occidental

Sirohi fou un principat de l'Índia, a la residència dels Estats de Rajputana Occidental a la Rajputana. Limitava a l'oest, nord i nord-est amb Jodhpur; al sud amb Palanpur, Danta i Idar; i a l'est amb Udaipur. La salutació de l'estat era de 15 canonades.

## Geografia i clima
El país és muntanyós amb serralades rocoses, destacant el mont Abu, una sèrie de muntanyes de les quals el punt més alt és el Guru Sikhar (1.751 m), situat al sud de l'estat separat d'un altra serralada que corre cap al nord-est per un estret pas fins a la comarca de Erinpura que divideix el territori en dues parts: la part occidental, relativament plana i poblada, ben cultivada; i la part oriental més muntanyosa. Hi ha nombrosos rierols que esdevenen torrents en època de pluja. Els Aravalli formen el límit oriental, on només destaca el puig Belkar (1.116 m). El riu principal és el Banas Occidental, que neix a les muntanyes properes a la ciutat de Sirohi i després entra a Palanpur per la vila de Mawal, per acabar perdut a l'arena del Rann de Kutch; altres rius menors són el Jawai i el Sukri, que desaigüen al Luni, i el Sukli, afluent del Banas Occidental.
El clima és en conjunt sec i calorós, però la calor a les planes és menor que la del nord de Rajputana; l'època de fred és curta; a la zona del mont Abu el clima és agradable i saludable tot l'any; els districtes del sud i est tenen força pluja degut a la influència de les muntanyes (Abu i Aravalli), però la resta de l'estat és sec. A la zona es produeixen alguns terratrèmols de poca intensitat.
La superfície era de 5.086 km².

## Població
L'estat estava formar per 413 ciutats i pobles. La principal ciutat era i és Sirohi (ciutat). Les altres quatre ciutats eren Abu, Abu Road, Erinpura i Sheoganj.
La població al cens del 1881 era de 142.903 habitants, el 1891 de 190.836 habitants, el 1901 de 154.544 habitants i el 1931 de 216.528 habitants.
L'ètnia principal eren els mahajans (12%); els seguien els rajputs, els dhers, els rebaris i els bhils. Els giràsies (girasias) eren 7.754 el 1901, suposats descendents de rajputs i dones bhil.

## Llengua i religió
La llengua principal era el marwarí en la varietat dialectal local.
Hindús eren el 72%, un 11% eren animistes i un altre 11% jains, i el 6% restant practicava altres religions entre els quals un petit nombre de cristians.

## Jaciments arqueològics
Els llocs més destacats són Abu; les ruïnes de l'antiga ciutat de Chandravati (sud-oest d'Abu Road a la vora del Banas Occidental); Vasantgarh (prop de Pindwara), un antic fort amb una inscripció del temps del Rajà Charmalat (datada el 625); Nandia, amb un bon temple jain del segle X; i Wasa, prop de Rohera amb el famós temple de Surya (el deu-sol) del segle xi o XII

## Govern i administració
L'estat estava dividit en catorze tahsils (districtes).
L'administració corresponia al sobirà que porta el títol de maharao i estava assistit per un diwan i altres oficials (l'Oficial de Recaptació, l'Oficial Judicial, i el Superintendent de Duanes i Boscos). Cada tahsil estava governat per un tahsildar amb dos ajudants.

### Thikanas
Hi havia tres thikanas (feus) principals: Manadar, Padiv i Nimaj.
- Manadar fou un tikhana (feu). El 1894 estava governat per Raj Sahiban Tej Singh, de 43 anys, oncle del raja de Sirohi i fill del raja Sheo Singh de Sirohi. Se n'havia apoderat uns anys abans a la mort del jagirdar Bajawat al·legant que la vídua del darrer takhur l'havia adoptat; en aquest any va esclatar una revolta i Tej Singh fou expulsat però fou restaurat pel darbar (govern) de Sirohi. El va succeir Dalpat Singh i a aquest Man Singh, que fou el pare de Kunwar Tej Singh, maharajà de Manadar. Kunwar el 1946 va succeir al seu parent Sarup Ram Singh de Sirohi, que l'havia adoptat i va agafar el nom de Abhai Singh. Aquest petit territori és principalment conegut per haver emès segells de correus (els de Sirohi amb sobrecàrrega).

- Padiv fou un tikhana (feu). Estava format per vuit pobles i pagava tribut al darbar (govern). El 1894 era governat pel takhur Raj Sri Mal Singh, cap dels sarayats, i un dels nobles amb dret a seure a la dreta del maharao de Sirohi. Aquest petit territori és principalment conegut per haver emès segells de correus (els de Sirohi amb sobrecàrrega).

- Nimaj fou un tikhana (feu). Estava format per vuit pobles i pagava un tribut de 6 annas. El 1894 era governat pel thakur Raj Sri Himmat Singh (nascut el 1864), cap de la familia dels lakhawat, del subclan deora dels chahuans, que havia estat adoptat per la família dels Dhauli de Sirohi. A més a més dels vuit pobles a Sirohi posseïa tres poblets a Palanpur. En cas d'absència del thakur de Padiv el substituïa en les seves funcions protocol·làries. La família tenia un pacte de successió hereditària reciproca amb la casa reial de Sirohi. Aquest petit territori és principalment conegut per haver emès segells de correus (els de Sirohi amb sobrecàrrega).

## Segells i moneda
El 1901 hi havia 10 oficines de correus de les que quatre disposaven de telègraf. entre 1916 i 1950 s'emeteren de segells propis. Manadar, Padiv i Nimaj van utilitzar els segells de Sirohi amb sobrecàrrega.
L'única moneda legal era la moneda britànica; anteriorment va circular la moneda anomenada bhilari que des del segle XVIII es feia a Bhilwara, a l'estat d'Udaipur, però fou posada fora de la circulació el juny del 1904.

## Escut i bandera

Bandera de Sirohi, la proporció habitual era 2:3

L'escut de l'estat era de tres franges horitzontals, atzur, daurat i sinople, separades la primera de la segona i la segona de la tercera per unes franges horitzontals més primes, de gules; a la franja superior atzur i la primera superior de gules un disc format per franges horitzontals onejades de daurat i gules. Al damunt elm daurat amb llambrequins de plata i or, i sobre l'elm un castell natural amb una torre a cada costat, i de fons, darrere el castell, una muntanya sinople al mig de la qual el disc amb franges onejades de daurat i gules. L'escut està aguantat per un tigre i un bou naturals aguantats sobre una cinta daurada, a la part central de la qual està escrit el lema de l'estat "saranesarj sahay" en lletres sànscrites negres. L'escut fou dissenyat per R. Taylor el 1877.
La bandera de l'estat és la panchranga, amb cinc franges horitzontals de safrà, verd, vermell, blau i blanc. La proporció era 2:3.

## Exèrcit i policia
L'estat disposava d'una companyia d'infanteria de 120 homes, que vigilava la presó i altres serveis a la capital; tenia 8 canons dels quals 5 funcionaven. A Erinpura estava estacionat el 43é Regiment d'Erinpura amb un destacament a Abu.
La policia eren 662 homes dels quals 77 anaven muntats, amb 96 thanas (estacions de policia); la presó central era a la capital i hi havia calabossos a cada tahsil.

## Justícia
Les corts inferior eren les dels tahsildars; les seguien l'Oficial Judicial (jutge i magistrat de districte) i el diwan (casos importants i apel·lacions dels tribunals inferiors). L'apel·lació final corresponia al maharao, que a més era l'únic que podia dictar sentències de mort.

## Possessió de la terra
La possessió de la terra era en arrendament de l'estat amb les modalitat de khalsa (157 pobles), jagir (202) i sasan (54).
Als llocs khalsa, terres del sobirà de les que el darbar (govern) cobrava directament la renda, els posseïdors no podien ser expulsats mentre pagaven la renda (entre ¼ i 1/3 del producte).
Els jagirdars eren de tres classes: els parents del sobirà (hereditaris però sense dret d'adopció), els thakurs o nobles (hereditaris i amb dret d'adopció), i els que havien rebut les terres per un servei fet al sobirà (amb terres a disposició del sobirà, encara que de fet es transmetien hereditàriament). Tots pagaven el tribut o renda d'entre 3/8 i ½ del producte, en efectiu o en espècie.
Les terres sasan eren concedides als temples, institucions religioses, i castes com els bramans, els charans i els bhats, sense renda i a perpetuïtat. Els giràsies conservaven la terra lliure de renda (o amb renda molt baixa) perquè estaven subjectes a alguns serveis com a vigilància de les seves viles. Els loks tenien alguns drets hereditaris sobre les terres que dominaven, i pagaven una renda molt baixa.

## Economia i comunicacions
La majoria de la població vivia de l'agricultura, especialment a la part oriental més fèrtil; els cultius principals eren moresc, bajra, mung, civada, blat i mostassa; el tabac i el cotó només cobrien les necessitats locals. El sistema de cultiu dels bhils i giràsies, conegut com a walar o walra, era molt destructiu per l'entorn arbrat (els arbres es tallaven i la zona es cremava) i fou prohibit. L'àrea cultivada s'estimava en uns 900 km² i uns 200 km² l'àrea irrigada (principalment per fonts de les que se'n comptaven 5.157). A l'entorn d'Abu hi havia una zona protegida de 23 km².
S'havia explotat una mina de coure prop de la ciutat de Sirohi però ja no es treballava el 1901; hi havia també pedreres de marbre prop de Jhariwao a la frontera sud-est, i granit a Abu; a Selwara, prop d'Anadra (a l'oest d'Abu) hi havia argila per la construcció.
Les manufactures principals eren espases i dagues, llances i ganivets tots fabricats a la capital; les armes de Sirohi eren les més apreciades pels rajputs.
Les exportacions principals eren mostassa i pells i les importacions eren gra, peces angleses, sal, sucre, metalls, tabac i opi. Els principals centres comercials eren Abu Road, Pindwara, Rohera i Sheoganj; els intercanvis comercials es feien principalment amb Danta, Idar, Mewar i Marwar.
L'estat va patir fams el 1746, 1785, 1812, 1833, 1848, 1868 - 1869 i el 1899 - 1900. En les dos darreres el sobirà va fer tot el possible per ajudar a la gent i es va vendre gra a preu baix; del gener a l'octubre del 1900 es van fer obres públiques per donar sortida a milers de pagesos i el darbar va avançar pagaments. Altres períodes de fam es van produir posteriorment.
La meitat oriental de l'estat era creuat pel ferrocarril Rajputana-Malwa durant uns 64 km que disposava de sis estacions. Una carretera asfaltada comunicava Abu amb Abu Road (27 km). La carretera d'Agra a Ahmedabad creuava també el seu territori.

## Educació i sanitat
El 93,5% de la població era analfabeta el 1901 (87,6% homes i 99,4% dones). Aquestes dades, inferiors a altres estats, eren degudes a la presència d'un nombre comparativament major d'europeus, a Abu i Abu Road.
L'estat disposava de cinc hospitals (exclosos els militars a Erinpura i Abu) i 1 dispensari.
La vacunació es feia amb èxit al segle XX.

## Història
La dinastia de Sirohi pertany a la branca deora del clan chahuan dels rajputs; diuen ser descendents de Lakhman Raj, suposat sobirà de Nadol al Jodhpur al final del segle X. Expulsats de la zona al començament del segle XIII els chahuans van emigrar a l'oest i es van establir a Bhinmal i Sanchor i va conquerir la fortalesa de Jalor als rajputs paramara; tot seguit van tenir un cap de nom Deo Raj que va donar el nom a la branca; els paramara dominaven llavors el territori de Sirohi i tenien la seca capital a Chandravati. La lluita entre els deora i els paramara fou constant, fins que, perduda Chandravati, els darrers es van refugiar a Abu i a la zona del mont Abu; com que Abu estava molt ben protegida per ser atacada convencionalment, els deora van recórrer a un estratagema: van proposar als paramara enviar dotze princeses per casar-se amb prínceps dels chahuans i establir així una unió amistosa sòlida; la proposat fou acceptada i les princeses van anar a Vareli, un poble al nord-oest d'Abu encara en territori paramara, on sobtadament foren atacats pels deora que van massacrar a la major part dels paramara que els acompanyaven i van perseguir els que es van poder escapar; en el desordre, Abu fou conquerida (segle XIV).
El 1405 Rao Sobha va fundar Sirohi, però com que el lloc triat era poc saludable, el seu fill Sains Mal la va abandonar i va construir la que avui és la ciutat de Sirohi, a poca distància a l'oest (1425 o 1435).
No gaire després Rana Kumbha de Mewar (Udaipur) es va refugiar a Abu fugint de l'exèrcit del sultà de Gujarat; quan l'exèrcit d'aquest es va retirar, Rana va refusar abandonar Abu i ser expulsat per la força.
El principat va gaudir llavors de dos segles de tranquil·litat. Rao Surthan, contemporani d'Akbar el Gran i de Djahangir, va lluitar contra l'Imperi Mogol amb valentia i encara que va patir diverses derrotes es va negar a reconèixer la sobirania mogol.
Al segle XVIII hi va haver algunes guerres amb Jodhpur i va patir també els atacs de les tribus mines.
Rao Udaibhan, que va ascendir al tron el 1808, tornava del funeral del seu pare al Ganges quan fou capturat per Man Singh de Jodhpur i va haver de pagar un rescat de 5 lakhs. Per poder pagar aquesta quantitat es van cobrar impostos als seus súbdits que van estar tant oprimits que el 1816 fou deposat i empresonat pels nobles amb el suport popular. El seu germà Sheo Singh va pujar al tron; diversos takhurs van trencar el seu reconeixement al sobirà de Sirohi i es van posar sota el domini de Palanpur. El sobirà de Jodhpur va enviar un exèrcit per alliberar a Udaibhan però l'expedició va fallar i el 1817 Sheo Singh va obtenir la protecció britànica.
Jodhpur va reclamar la sobirania sobre Sirohi, però els britànics, després d'una investigació, ho van descartar, i el tractat definitiu fou signat l'11 de setembre de 1823. En aquell moment, degut a les dissensions internes i els atacs tribals, l'estat estava en una situació critica. Es va nomenar un agent polític i el nou règim va tenir un efecte beneficiós; els mines i altres tribus foren dominades i els takhurs rebels obligats a sotmetre's; es van introduir sistemes regulars de govern i finalment, quan l'estat es va recuperar, l'agent polític es va retirar (1832). Sheo Singh era considerat regent i no sobirà, però a la mort de Udaibhan el 1847 fou reconegut plenament. Va ser lleial als britànics el 1857 i se li va reduir el tribut (15000 rúpies) a la meitat i una mica més el 1862, any en què va morir.
El va succeir el seu fill Umed Singh. El 1868 - 1869 es va produir una fam a la que va respondre amb mesures encertades; també va fer front a les incursions dels bhils procedents de la frontera amb Mewar (Udaipur); el takhur de Bhatama fou declarat fora de la llei. El 1870 el control polític fou transferit de l'ajudant de l'agent del governador general a la Rajputana al comandant de la Erinpura Irregular Force, que va rebre poders especials i va dominar als bhils amb ma dura.
Umed va morir el 1875 i fou succeït pel seu fill Kesri Singh que el 1889 va rebre el títol de maharao (anteriorment només rao) com distinció hereditària. Les seves relacions amb els takhurs foren bones i la situació general va millorar. La fam de 1899 - 1900 va suposar un greu entrebanc però després l'estat va seguir prosperant. Kesri va morir el 1920 i el va succeir el seu fill Sarup Singh mort el 3 de febrer de 1946.
El darrer maharao fou el seu fill Abhai Singh. El 30 de març de 1949 es va unir, junt amb altres estats com Bikaner, Jaisalmer, Jaipur i Jodhpur, a la Unió de Rajasthan, i es va formar el Gran Rajasthan. El 15 de maig de 1949 s'hi va incorporar la Unió de Matsya i es va constituir l'estat de Rajasthan.

## Llista de maharajàs
- Man Singh I (1213 - 1228)
- Deo Raj (1228 - 1250)
- Vijay Raj (1250 - 1311)
- Lumbha (1311 - 1321)
- Tej Singh (1321 - 1336
- Kanhar Deo (1336 - 1343
- Samant Singh (1343-?)
- Salkha (? -1374)
- Rarmal (1374 - 1392), va fundar Sirohi el 1374
- Sobha o Sobhaji (1392 - 1424)
- Sains Mal (1424 - 1451), va fundar la nova Sirohi el 1435
- Lakhaji (1451 - 1483)
- Jagmal (1483 - 1523)
- Akhaji (1523 - 1533)
- Akhay Raj I (1533 - 1543)
- Dudaji (1543 - 1553)
- Udai Singh I (1553 - 1563)
- Man Singh II (1562 - 1572)
- Sultan Singh I (1572 - 1610)
- Raj Singh (1610 - 1620)
- Akhay Raj II (1620 - 1673)
- Udai Singh II (1673 - 1676)
- Bairi Sal I (1676 - 1697)
- Sultan Singh II o Surtan Singh (1697)
- Durjan Singh (1697 - 1705)
- Ummed Singh o Man Singh III (1705 - 1749
- Prithwi Raj (1749 - 1773)
- Takhat Singh (1773 - 1781)
- Jahat Singh (1781 - 1782)
- Bairi Sal II (1782 - 1808)
- Udaibhan Singh (1808 - 1818)
- Sheo Singh (1818 - 1823), regent (1823 - 1847)
- Udaibhan Singh (segona vegada) (1823 - 1847)
- Sheo Singh (segona vegada) 1847 - 1862)
- Umaid Singh (1862 - 1875)
- Kesri Singh (1875 - 1920)
- Sarup Singh (1920 - 1946)
- Abhai Singh (1946 - 1949)